# Друга філіппінська республіка
Респу́бліка Філіппі́ни (тагал. Republika ng Pilipinas; яп. フィリピン共和国共和国 Firipin kyōwakoku; іспанська: República de Filipinas) — держава на Філіппінах, що існувала в 1943—1945 роках. Створена філіппінськими націоналістами та антиамериканськими партіями за військової допомоги Японської імперії під час Другої світової війни на місці американського протекторату Філіппінська співдружність. 
Проголошена 14 жовтня 1943 року після захоплення японцями Філіппінських островів упродовж 1941—1942 років. Займала площу понад 300 тисяч км². Населення республіки становило близько 18,8 млн осіб. Офіційною мовою була тагальська. Керувалася президентом Хосе Лаурелем. Столиця розташовувалася у Манілі, а з середини 1945 року — в Багіо. 5 листопада 1943 року республіка приєдналася до Великої Східноазійської конференції. 
Від часу заснування перебувала під фактичною окупацією японських військ, що розташовувалися в державі для її захисту від американсько-британських сил. Внаслідок поразки Японії припинила існування 17 серпня 1945 року. В історіографії країн, що належали до антигітлерівської коаліції, тенденційно визначається як «маріонеткова держава» Японії. 
Неофіційна історіографічна назва — "Друга філіппінська республіка" — алюзія до Першої Республіки Філіппін 1899—1901 років, що була знищена США в ході філіппінсько-американської війни.